# ま〜まれぇど放送局 サクラサク♪さくらじお
『ま〜まれぇど放送局 サクラサク♪さくらじお』（ま〜まれぇどほうそうきょく サクラサク さくらじお）は、ま〜まれぇどから発売されているアダルトゲーム『リリカル♪りりっく』に関連したインターネットラジオ番組。

## パーソナリティ
- 成瀬未亜（浅倉七音役）
- みとせのりこ（ゲームオープニング曲ボーカル）

みとせはこの番組が初のラジオパーソナリティとなる。

## テーマ曲
「リリカル♪りりっく」のBGMを主に使用している。
オープニング
- サクラサク恋乙女（七音のテーマ）

エンディング
- 絹色の童話（アリエッタのテーマ）

目覚まし♪りりっく
- 毎日がおもちゃ箱

おもいで♪学園
- 桜舞うこの道の上

桜色♪フレーズ
- そして、はじまり

ま〜まれぇど通信簿
- 今日も今日とて授業は続く

桜色のラブレター
- いつかこの桜の下で

## 配信日など
- 配信日：隔週金曜日更新
- 配信サイト：音泉
- 放送期間：2007年5月18日 - 10月19日

音泉のほかの番組と異なり、BEWE内音泉サポーターズクラブ「音泉組合」でのバックナンバー配信は行われない。
第1回配信に先立ち、5月8日にま〜まれぇど公式サイトにて第0回が配信された。
ゲーム発売日の7月27日には、東京アニメセンターで公開録音イベントが開催された。

## コーナー
目覚まし♪りりっく
番組の合間に数回はさまれるミニコーナー。寝覚めが悪いという設定のヒロイン浅倉七音を起こすためのセリフを募集。
おもいで♪学園
テーマに沿ってリスナーの学生時代の思い出を募集する。
そらそら♪美術室
リスナーから募集した課題に沿ってパーソナリティが絵を描き、ま〜まれぇど公式サイトで公開する。閲覧には本コーナーで毎回発表されるパスワードが必要。
桜色♪フレーズ（第8回まで）
リスナーからポエムを募集しパーソナリティが朗読する。みとせは恋愛ポエムに弱いため、このコーナーでよく挙動不審になっていた。後に「桜色のラブレター」にリニューアルされた。
ま〜まれぇど通信簿
みとせが箱の中から選んだキャラクター（「酔っぱらったおじさん」など）で、ま〜まれぇどの告知を成瀬が読み上げるコーナー。最後にみとせが出来を5段階評価する。
サクラ♪だより
普通のお便り。
桜色のラブレター（第9回から）
リスナーが書いた「リリカル♪りりっく」のキャラクターへのラブレターを、パーソナリティが朗読する。前身「桜色♪フレーズ」とは逆に、どちらかというと成瀬が照れて恥ずかしがるコーナー。